# Mas Sobiràs (Ordis)
El Mas Sobiràs és un mas situat al municipi d'Ordis, a la comarca catalana de l'Alt Empordà.